# John Nelson Darby
John Nelson Darby, född den 18 november 1800, död den 29 april 1882, var en brittisk predikant verksam främst inom Plymouthbröderna, som ibland har kallats darbyister efter honom. 
Darby växte upp i Irland, blev advokat 1819, "väcktes" inom kort och blev präst inom engelska statskyrkan, men kom under nya religiösa inflytelser. Metodismen hade inom den episkopala statskyrkan vid århundradets början framkallat en väckelserörelse (the evangelicals), som i Irland ledde till verklig separation, under ledning av John Walker. I Dublin råkade Darby under inflytande härifrån, fordrade skilsmässa mellan kyrka och stat och fick från irvingianismen ett eskatologiskt inslag i sin åskådning. År 1828 utträdde han ur statskyrkan, sammanträffade med Benjamin Newton från Plymouth och lärde känna de små separatistförsamlingar, som där efter Walkers föredöme redan en tid existerat. 
Från 1831 började han missionera och uppgav all tanke på statskyrkans reformering. Han gick ända därhän att förneka det berättigade i någon form av kyrka. Alla yttre ordningar var enligt hans åsikt av ondo, alla troende hade samma rätt att predika. Var och en skulle svara blott för sig själv i religiöst avseende. Man fick inte tala om en sekt ("darbyister" avvisas energiskt) eller ens om församlingar, utan blott om "bröder" i småföreningar (gatherings). Bröderna ska vid Kristi nära förestående ankomst till tusenåriga riket inta hedersplatserna. Sakramenten är blott åminnelsetecken, inte nådemedel. 1845 kom det till en brytning mellan Darby och Plymouthbröderna, som splittrades i flera partier. Han hade då redan börjat en vittfamnande propaganda. Han hade verklig resemani. Det äldsta missionsfältet var Schweiz, från 1840 besökte han Frankrike, Spanien, Italien, Tyskland, Amerika, Nya Zeeland med flera länder gång på gång.